# Преображенский, Фёдор Петрович
Фёдор Петрович Преображенский (?—1905) — священник, духовный писатель

; удостоен   звания потомственного  почетного  гражданина.
Сын Петра Алексеевича Преображенского — протоиерея Русской православной церкви, патролога и переводчика раннехристианских текстов. Пошёл по стопам отца и получил образование в Московской духовной академии. 
Наиболее известные труды Ф. П. Преображенского: «В чем истинное счастье? Опыт выяснения вопроса с христианской точки зрения» (Москва, 1898); «Граф Л. Н. Толстой, как мыслитель-моралист» (М., 1893); "К вопросу о счастье, мнимый пессимизм ветхозаветного «Суета сует» (М., 1898); «Учение Л. Н. Толстого о смысле жизни по суду христианства» (М., 1898).
Скончался в 1905 году.
Был женат на Наталии Александровне Виноградовой — учительнице церковноприходского училища; в браке родились сыновья Пётр и Сергей (стал   антропологом).